# Jibril Rajoub
Jibril Rajoub (arabe : جبريل رجوب), né en 1953 à Dura (Cisjordanie), est un militant et homme politique palestinien. Il fut emprisonné par Israël pour terrorisme et il dirigea les forces de sécurité palestiniennes en Cisjordanie jusqu'en 2002. Il a été élu au comité central du Fatah pendant le congès de 2009. Il dirige la Fédération palestinienne de football, le Conseil suprême pour la jeunesse et des sports et le comité olympique de Palestine.

## Biographie
Jibril Rajoub est aussi connu sous le nom de Abou Rami.
À l'âge de 15 ans, en 1968, il est arrêté par les services de sécurité israéliens et passe quatre mois dans les prisons israéliennes. À sa sortie, il rejoint le Fatah.
En 1970, Rajoub a 17 ans et lance une grenade sur un bus militaire israélien. Il est condamné à la prison à vie,.
Jibril Rajoub est libéré lors d'un échange surnommé « Jibril Deal » de 1 150 prisonniers arabes contre trois otages israéliens détenus par le Front populaire de libération de la Palestine (FPLP), en 1985,. 
Il reprend son activisme et est emprisonné et libéré plusieurs fois par Israël. Accusé de participation à la première intifada, il est déporté au Liban en 1988. Il se rend ensuite en Tunisie où il devient conseiller du l'activiste et dirigeant palestinien Khalil al-Wazir dit « Abou Jihad » qui sera tué par un commando israélien pour avoir été le cerveau d'attentats sanglants contre des civils israéliens,. Rajoub devient alors un proche de Yasser Arafat.
À la suite des accords d'Oslo de 1994, Rajoub est autorisé à rentrer en Cisjordanie et monte à la tête de la Force de sécurité préventive (PSF) puis en 2003, à la sécurité nationale mais durant son mandat, il est accusé de harceler, torturer et faire taire l'opposition politique palestinienne,,.
En 2001, trois obus israéliens visent son domicile mais Rajoub s'en sort indemne.
En 2009, Jibril Rajoub est élu au Comité central du Fatah. Il devient aussi le chef du Comité olympique palestinien, celui du Conseil suprême pour la jeunesse et des sports et dirige la Fédération palestinienne de football.
En Juillet 2012, il s'oppose à la tenue d'une minute de silence aux Jeux Olympiques de Londres 2012, en mémoire des athlètes israéliens assassinés aux Jeux de 1972 à Munich, au motif que « le sport est un pont pour l' amour... et ne dot pas être utilisé pour la division et la propagation du racisme ». Il réclame en outre au CIO l'expulsion d'Israël du mouvement sportif mondial. 
En septembre 2014, Rajoub s'oppose aussi à la tenue de matches de soccer dans le cadre de la Fondation pour la paix dirigée par le prix Nobel de la paix, Shimon Peres, afin de promouvoir la paix et la coexistence, où des enfants israéliens et palestiniens devaient jouer ensemble, en indiquant que « toute activité de normalisation dans le sport avec l'ennemi sioniste est un crime contre l' humanité ».
Fin 2016, Rajoub est réélu au comité central du Fatah, obtenant le deuxième total de voix derrière Marouane Barghouti.
Le 28 février 2017, il est interdit de territoire en Égypte sur les ordres des services de sécurité égyptiens et refoulé dès l'aéroport vers la Jordanie, alors qu'il devait se rendre dans la station balnéaire de Charm el-Cheikh pour participer à une conférence sur la « lutte contre le terrorisme » organisée par la Ligue arabe. 
En 2017, une famille américano-palestinienne dépose une plainte contre Rajoub, prétendant qu'il a torturé (ecchymoses, dents cassées, lèvre déchirée, traces de brûlures de cigarette) et assassiné en 1995, un certain Azzam Rahim. Les États-Unis n'ont pas accordé de visa de séjour à Jibril Rajoub jusqu'en 2017.
En août 2018, la FIFA décide d'interdire le président de la fédération palestinienne de football de toutes fonctions officielles en match et aux abords des stades pour un an, et de le condamner à une amende de 17 528 euros, en raison de ses « incitations à la haine et à la violence », notamment lors des appels de Rajoub à cibler la Fédération argentine de football, les familles des joueurs argentins et à brûler des maillots et les images de Lionel Messi qui voulait participer à un match amical prévu le 9 juin 2018 à Jérusalem entre Israël et l'Argentine,,.
Lors d'une interview pour la chaîne saoudienne Al-Hadath en février 2019, Rajoub n'a pas hésité à comparer la Palestine à Auschwitz en déclarant que « Dans toutes les villes de Palestine, de Rafah à Jénine, il existe un Auschwitz israélien pour massacrer les Palestiniens »
En janvier 2019, la commission d’éthique de la FIFA envoie un courrier à Jibril Rajoub, affirmant qu’elle avait des preuves de violations du règlement intérieur de la FIFA : Jibril Rajoub est soupçonné d’avoir contrevenu aux statuts de l’instance en glorifiant le terrorisme et en incitant à la haine et à la violence.